# К.А. Серо
Клуб Атлетико „Серо“ (на испански: Club Atlético Cerro) е уругвайски футболен отбор от Монтевидео, основан на 1 декември 1922 г.
Заедно с „Рампла Хуниорс“ той е най-популярният уругвайски отбор след тези на „Пенярол“ и „Насионал“. Второто по популярност дерби в уругвайския футбол е между „Серо“ и „Рампла Хуниорс“.

## Успехи
- 2х шампион на втора дивизия: 1946 и 1998
- 1х Дивисионал Интермедиа: 1924
- 1х Tercera Extra de la Federación Uruguaya de Fútbol: 1923
- 1х Копа Монтевидео: 1985
- 1х Торнео Пресентасион: 1988
- 1х Кампеонато Интеграсион: 1993
- 2х Апертура на втора дивизия: 1998 и 2006
- 1х Клаусура на втора дивизия: 1998

## Известни бивши играчи
| - Адриан Бербиа - Диего Годин - Евер Уго Алмейда - Марио Регейро - Мартин Лигюера - Орасио Троче - Родолфо Родригес - Рожелио Домингес - Рубен Соса |